# Carol Cleveland

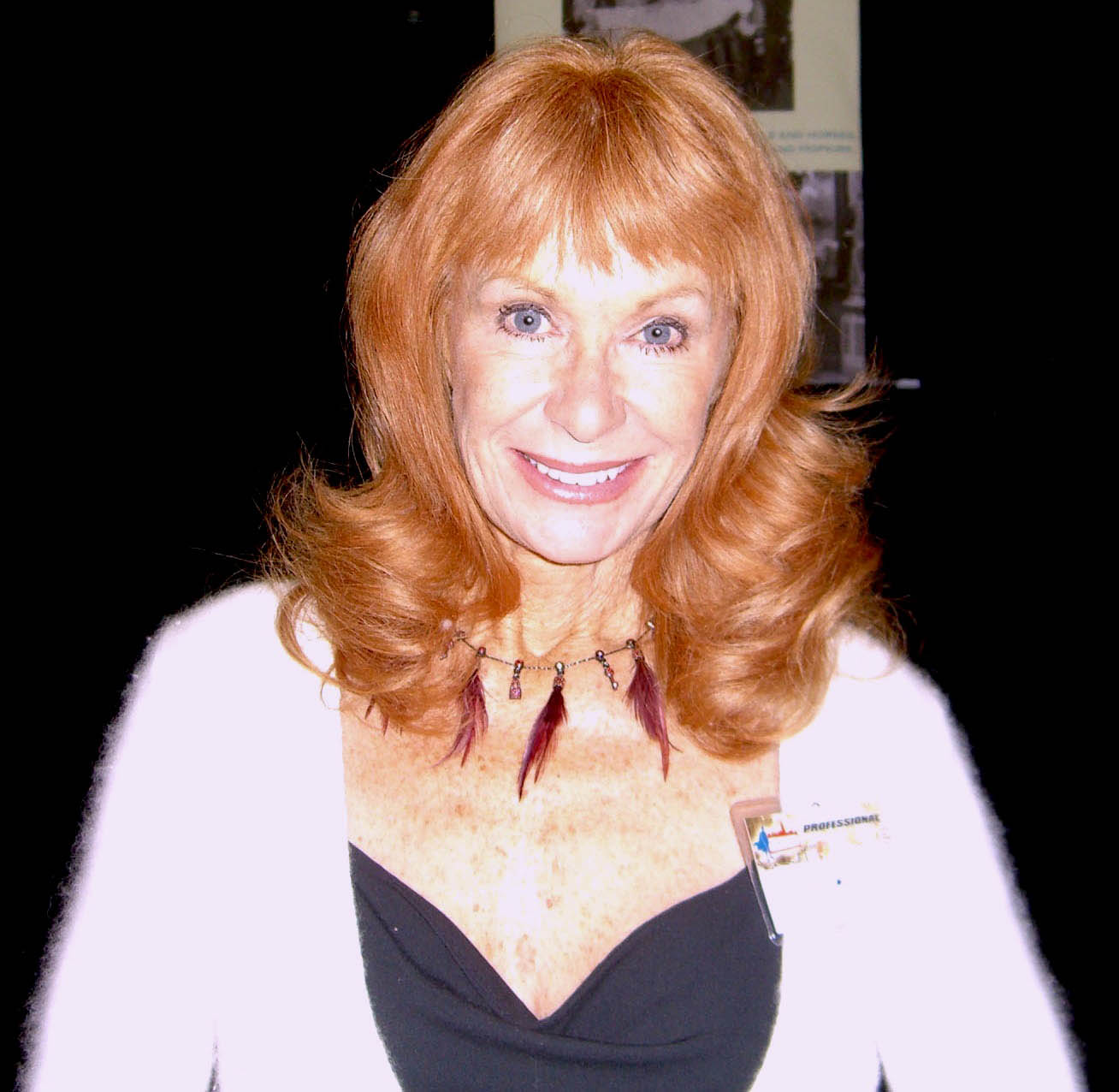
Cleveland an der Big Apple Convention in Manhattan am 18. Oktober 2009

Carol Cleveland (* 13. Januar 1942 in London, England) ist eine britische Schauspielerin. Bekannt wurde sie durch ihre regelmäßigen Auftritte bei Monty Python’s Flying Circus, in denen sie oft die Karikatur der blonden Sexbombe gab.

## Leben
Carol Cleveland wurde als Tochter eines Schauspielers und eines Glamour Girls in London geboren, wuchs jedoch nach Kriegsende in den USA bei ihrer Mutter und deren zweitem Ehemann auf. Sie begann bereits im Kindesalter mit der Schauspielerei und nahm als Teenager erfolgreich an Schönheitswettbewerben teil.
1960 kehrte sie mit ihrer Familie nach England zurück und bekam ein Stipendium für die Royal Academy of Dramatic Art, an der sie im Jahr darauf ihr Schauspielstudium begann. Als sie nach zwei Jahren die Akademie abschloss, folgten eine Reihe von Auftritten in Fernsehsendungen und Serien, darunter The Lotus Eaters und The Avengers (deutsch: Mit Schirm, Charme und Melone). Bei Letzterer trat sie auch in der Folge A Touch of Brimstone auf. Daneben arbeitete sie immer wieder am Theater.
1969 wurde für die Serie Monty Python’s Flying Circus eine weibliche Darstellerin gesucht und Cleveland bekam die Rolle. Aus den ursprünglich geplanten drei Folgen wurde eine feste Rolle in der Serie. Sie spielte dort zumeist Charaktere, die weniger durch Text als durch die äußerliche Erscheinung auffielen. Die Schauspielerin war nicht glücklich, auf die Rolle der Sexbombe reduziert zu werden. Auch ihre Mutter Pat trat in einigen Folgen auf.
Neben den Engagements bei Monty Python war sie auch bei Spike Milligan und in der Benny Hill Show zu sehen.

## Filmografie
- 1961: Dixon of Dock Green (Fernsehserie, eine Folge)
- 1963: Kein Schloß ist vor ihm sicher (The Cracksman)
- 1963: The Sentimental Agent (Fernsehserie, eine Folge)
- 1963: Strictly for the Birds
- 1963–1964: ITV Play of the Week (Fernsehserie, vier Folgen)
- 1963–1965: Simon Templar (Fernsehserie, zwei Folgen)
- 1964: No Hiding Place (Fernsehserie, eine Folge)
- 1964: A Choice of Coward (Fernsehserie, eine Folge)
- 1965: The Man in Room 17 (Fernsehserie, eine Folge)
- 1965: Die Goldpuppen (The Pleasure Girls)
- 1965: A Penny for your Thoughts or 'Birds, Dolls & Scratch' English Style (Kurzfilm)
- 1966: Mit Schirm, Charme und Melone (The Avengers, Fernsehserie, eine Folge)
- 1966: BBC Play of the Month (Fernsehserie, eine Folge)
- 1967: Die Gräfin von Hongkong (A Countess from Hong Kong)
- 1967: Mr. 10 Prozent (Mister Ten Per Cent)
- 1967: Der Mann mit dem Koffer (Man in a Suitcase, Fernsehserie, eine Folge)
- 1967: Some May Live
- 1968: Love Story (Fernsehserie, eine Folge)
- 1968: Hausfreunde sind auch Menschen (The Bliss of Mrs. Blossom)
- 1968: Journey to the Unknown (Fernsehserie, eine Folge)
- 1969: Hark at Barker (Fernsehserie, eine Folge)
- 1969: Father Dear Father (Fernsehserie, eine Folge)
- 1969: The Adding Machine
- 1969: Banditen auf dem Mond (Moon Zero Two)
- 1969: Randall & Hopkirk – Detektei mit Geist (Randall and Hopkirk (Deceased), Fernsehserie, eine Folge)
- 1969: A Christmas Night with the Stars (Fernsehserie, eine Folge)
- 1969–1974: Monty Python’s Flying Circus (Fernsehserie, 33 Folgen)
- 1970: Geheimagent John Smith: Spion zum Austausch (Foreign Exchange, Fernsehfilm)
- 1971: Journey to Murder
- 1971: The Liver Birds (Fernsehserie, eine Folge)
- 1971: Monty Pythons wunderbare Welt der Schwerkraft (And Now for Something Completely Different)
- 1971: Die 2 (The Persuaders!, Fernsehserie, eine Folge)
- 1972: The Lotus Eaters (Fernsehserie, fünf Folgen)
- 1973: Now Look Here (Fernsehserie, eine Folge)
- 1973: Doctor in Charge (Fernsehserie, eine Folge)
- 1973: Crime of Passion (Fernsehserie, eine Folge)
- 1974: Vampira
- 1974: The Last Turkey in the Shop Show (Kurzfilm)
- 1974: All I Want Is You … and You … and You …
- 1975: Die Ritter der Kokosnuß (Monty Python and the Holy Grail)
- 1975: Der rosarote Panther kehrt zurück (The Return of the Pink Panther)
- 1976: One-Upmanship (Fernsehserie, sechs Folgen)
- 1977: The Brute
- 1978: Mike Yarwood in Persons (Fernsehserie, eine Folge)
- 1979: Das Leben des Brian (Monty Python’s Life of Brian)
- 1979: Henry Cleans Up (Kurzfilm)
- 1983: Der Sinn des Lebens (The Meaning of Life)
- 1983: Funny Money – Tödliche Kreditkarten (Funny Money)
- 1985: Are You Being Served? (Fernsehserie, eine Folge)
- 1986: Half Moon Street
- 1986: Only Fools and Horses.... (Fernsehserie, eine Folge)
- 1991: About Face (Fernsehserie, eine Folge)
- 1992: Land of Hope and Gloria (Fernsehserie, eine Folge)
- 1995: Fist of Fun (Fernsehserie, eine Folge)
- 1995: Annie: A Royal Adventure! (Fernsehfilm)
- 2007: Too Much Too Young
- 2010: Monty Python: Not the Messiah (He’s a Very Naughty Boy)
- 2012: A Liar’s Autobiography: The Untrue Story of Monty Python’s Graham Chapman
- 2013: The Sweeter Side of Life (Fernsehfilm)
- 2013: The Search for Simon
- 2013: Toast of London (Fernsehserie, eine Folge)